# Dirk Hubers
Dirk Hubers (Amersfoort, 24 september 1913 - Guanajuato (Mexico), 1 november 2003) was een Nederlands keramist en monumentaal kunstenaar. Hij wordt wel gerekend tot de naoorlogse groep van vooruitstrevende Nederlandse pottenbakkers. In 1958 vertrok hij naar de Verenigde Staten waar hij werkte als keramiekkunstdocent. In de tweede helft van de jaren zestig vestigde hij zich in Mexico.

## Biografie
Hubers werd geboren in Amersfoort. In zijn jonge jaren werkte hij als kantoorbediende, boerenknecht en lichtmatroos. In 1936 werd hij in Denemarken wegwijs gemaakt in het pottenbakken. Vanaf september 1938 verdiepte hij zich verder in het vak in het atelier Het Kruikje in Putten van Frans en Marguérite Wildenhain. Zij waren van grote inspiratie voor Hubers. Ook werkte hij enige tijd bij De Porceleyne Fles in Delft en na juni 1939 in Gouda. Vervolgens werkte hij van 1940 tot en met 1945 in Voorschoten bij pottenbakkerij Groeneveldt. 
In 1941 huwde hij met de Duitse Liselotte Scheuffler (Chemnitz, 1907 - Bergen (Noord-Holland), 1991). Liselotte, roepnaam Betty, was weefster en textielkunstenares. Het echtpaar kreeg twee zonen (1941 en 1945). In 1956 ging het echtpaar uit elkaar. Na de oorlog vestigden Dirk en Betty zich in Bergen aan de Sluislaan, waar zij elk een eigen atelier hadden in een door de Bergense architect Jan Hendrik Roggeveen verbouwd voormalig militair badhuis uit de Tweede Wereldoorlog. In deze jaren brachten zij geregeld een bezoek aan Tegelen waar het atelier voor sierkeramiek Russell-Tiglia was gevestigd. Ook werkte hij hier aan grote murale projecten.
In 1953 werd hij lid van de vereniging Sint Lucas te Amsterdam.
Hij wordt wel gerekend tot de vooruitstrevende groep van naoorlogse Nederlandse pottenbakkers en was bijvoorbeeld een van de eerste kunstenaars die abstracte figuren op keramiek aanbracht. Decoraties werden door hem aanvankelijk nog geschilderd. Sinds het begin van de jaren vijftig ging hij over op decoraties die hij kraste of etste.
Zijn atelier diende gedurende twee zomers in de jaren vijftig als toonzaal van werk van Nederlandse kunstenaars, onder andere de eerste tentoonstelling in Nederland van de in 1948 opgerichte Cobra-beweging, met werk van Karel Appel, Constant en Corneille. In die jaren exposeerde hij ook zelf in verschillende zalen en musea in Nederland.
Van 15 december 1958 tot 1970 woonde en werkte hij in de Verenigde Staten. Hier onderwees hij van 1959 tot 1966 keramiekkunst aan het Newcomb College (Tulane University) in New Orleans.
In 1962 kocht hij een oude haciënda in Guanajuato in Mexico, waar hij zich, inmiddels hertrouwd, in 1970 vestigde. In 1983 verwierf hij een landgoed Rancho Crudo. Hier sloeg hij meer dan tien putten voor de waterverzorging van zijn keramiekproductie en vooral ook voor de tuin die zijn vrouw daar had aangelegd. Hubers overleed hier in november 2003 op negentigjarige leeftijd.

## Galerij

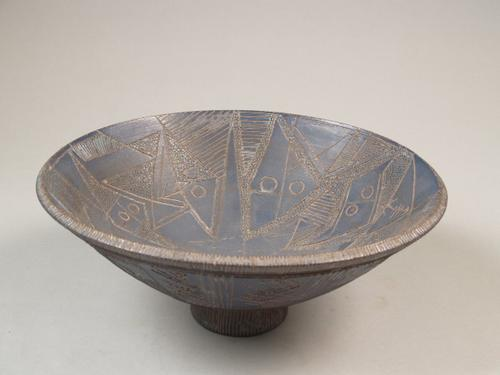
Abstracte schaal met cirkels
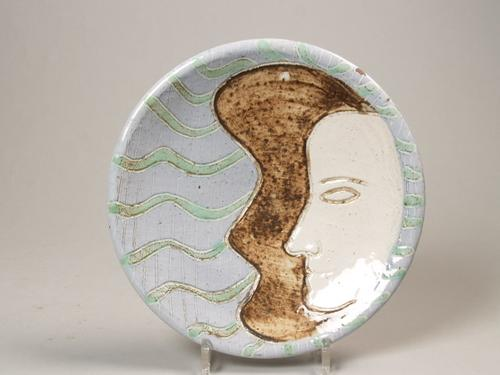
Ingekrast bord met gezicht en profiel

- Biografisch Portaal: 42413094
- RKD-Nederlands Instituut voor Kunstgeschiedenis: 40248
- Union List of Artist Names: 500674443